# B&M European Value Retail
B&M European Value Retail S.A. (B&M) ist ein britisches Unternehmen, das seinen Sitz in Luxemburg hat. Es ist auf den Discount-Einzelhandelsvertrieb von Lebensmitteln und allgemeinen Waren spezialisiert. 
Das Unternehmen ist an der Londoner Börse gelistet und war zwischen 2020 und 2024 Teil des FTSE 100 Index.

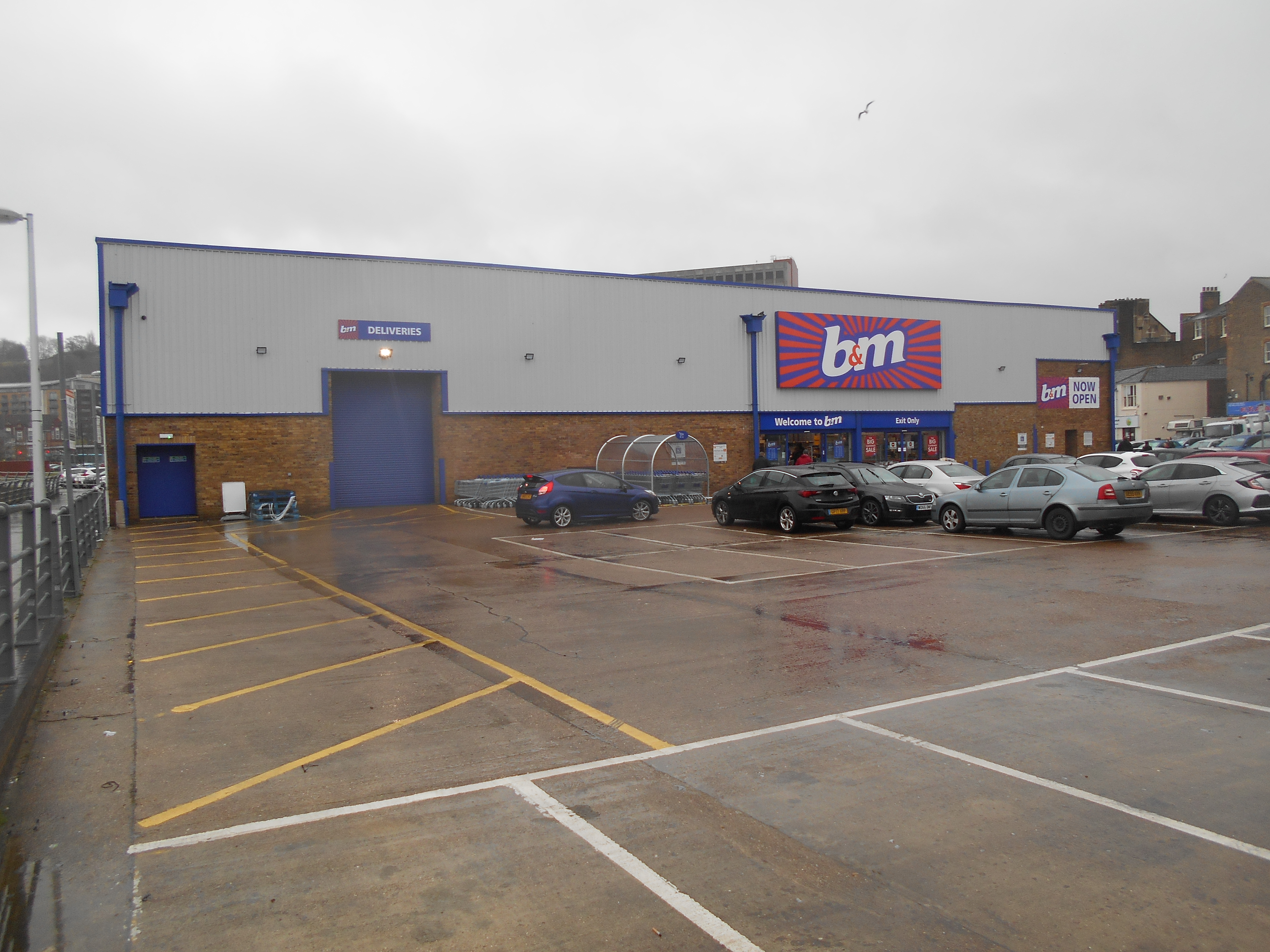
B&M Filiale in Chatham, Kent

## Geschichte
Das Unternehmen wurde 1978 von Malcolm Billington gegründet. Sein damaliger Name, Billington & Mayman, wurde aus dem Namen Malcolm Billington gebildet. Es wurde bald zu B&M verkürzt. Im Stadtzentrum von Cleveleys wurde das erste Geschäft eröffnet und Eigentümer Malcolm blieb bis 1996 Geschäftsführer. Im Dezember 2004 wurde B&M von Phildrew Investments übernommen. Im September 2006 vergrößerte sich das Unternehmen deutlich, indem es die GlynWebb-Kette von Do-It-Yourself-Läden (DIY) erwarb und sie in das B&M Homestore-Format umwandelte. Es übernahm auch Kwik Save, Woolworths, Au-Naturale und Heron Foods Group. Im Jahr 2010 bezog das Unternehmen einen neuen Hauptsitz in Speke, einem Stadtteil von Liverpool. Im Mai 2011 kaufte B&M auch eine Reihe von Focus-Baumärkten.
Im Dezember 2012 erwarb Clayton, Dubilier & Rice eine bedeutende Beteiligung an B&M.
Im März 2014 erwarb das Unternehmen eine Mehrheitsbeteiligung am deutschen Discounter Jawoll. Im Juni 2014 wurden die Aktien des Unternehmens an der Londoner Börse notiert und 2015 in den Mittelwerteindex FTSE 250 Index aufgenommen. Im folgenden Jahr wurden zwei weitere Distributionszentren im Nordwesten eröffnet.
Im Juli 2017 schloss das Unternehmen die Übernahme der kleineren Tiefkühlkostkette Heron Foods für 152 Millionen Pfund ab. Im Jahr 2018 startete das Unternehmen einen Versuch, Heron Food-Filialen auf B&M Express umzuwandeln.
Im Oktober 2018 erwarb das Unternehmen 95 Babou-Filialen in Frankreich für 91,2 Millionen Euro.
Im Jahre 2020 wurde B&M in den britischen Leitindex FTSE 100 Index aufgenommen.
Am 4. Februar 2022 eröffnete das Unternehmen seine 700. Filiale im Border Retail Park in Wrexham.
Im Dezember 2024 fiel das Unternehmen aus dem FTSE 100 Index wieder heraus.

## Unternehmensstruktur
Das Unternehmen betreibt 2022 ein Netz von 1119 Discountmärkten unter den Marken B&M (808) und Heron Foods (311). In Frankreich werden 107 Märkte unter dem Namen Babou betrieben. Der Umsatz verteilt sich wie folgt auf die beiden Länder: Großbritannien (93,6 %), Frankreich (6,4 %).